# Санта-Мария (каракка)
«Санта-Мария» (исп. Santa María, Святая Мария) — флагманский корабль, на котором Христофор Колумб в 1492 году открыл Америку. Это была трёхмачтовая каракка длиной не более 25 м. Длина «Санта-Марии» в разных источниках оценивается в 70  или 82 футов, что составляет, соответственно, 21,4 или 25 м, вместимостью до 40 человек. Владельцем и капитаном каракки был кантабриец Хуан де ла Коса, известный испанский путешественник и картограф.
Парусное вооружение её состояло из пяти парусов: фока, грота, грот-марселя, латинской бизани и блинда на бушприте. Она отличалась надёжностью во время штормов.
Корабль был построен в Галисии и наречён La Gallega («Галисийка»). Экипаж называл корабль именем Marigalante («Галантная Мария»). Бартоломе де Лас Касас в своих записях не использует ни одно из этих имён, называя корабль Колумба описательно — La Capitana (то есть, «флагман») или «La Nao» («нао», тип судна).
«Санта-Мария» разбилась в Рождество 1492 года у берегов Гаити. Обломки корабля использовались при строительстве поселения, основанного в этом месте 6 января 1493 года. Поселение получило название Ла-Навидад (La Navidad — «Рождество») по дате гибели «Санта-Марии». Современное название этого города — Môle Saint-Nicolas.
Не сохранилось ни одного изображения корабля Колумба. Тем не менее, в 1892 году в рамках празднования четырёхсотой годовщины путешествия Колумба была построена реплика «Санта-Марии».
В XX веке было выполнено множество макетов, причём некоторые из них относятся к типу «нао», а некоторые выполнены как каравеллы. Сам Колумб в своём журнале говорит о «Санта-Марии» и как о каракке, и как о каравелле, причем жалуется на плохую манёвренность, каравеллам несвойственную  Последняя реплика «Санта-Марии» выполнена как «нао», так как эта версия признана более правдоподобной.
Летом 2014 года у берегов Гаити на морском дне обнаружены обломки судна, первоначально названные обломками «Санта-Марии». При более тщательном исследовании найденные останки датированы гораздо более поздним временем.

## Модели
- В вальядолидском музее Колумба
- В Колумбусе
- В Палос-де-ла-Фронтера